# Mannschaftskader der División de Honor (Schach) 1998
Die Liste der Mannschaftskader der División de Honor (Schach) 1998 enthält alle Spieler, die in der spanischen División de Honor im Schach 1998 mindestens eine Partie spielten, mit ihren Einzelergebnissen.

## Allgemeines
Während CA Marcote Mondariz in allen Runden die gleichen vier Spieler einsetzte, spielten bei UE Foment Martinenc Barcelona sieben Spieler mindestens eine Partie. Insgesamt kamen 51 Spieler zum Einsatz, von denen 25 an allen Wettkämpfen teilnahmen.
Punktbester Spieler war Juan Mellado Triviño (CA Epic-Barcino Terrassa) mit 8 Punkten aus 9 Partien. Roberto Páramos Domínguez (CA Marcote Mondariz) erreichte 7,5 Punkte aus 9 Partien, Juan Antonio Corral Blanco (CA Endesa Ponferrada) 7 Punkte aus 9 Partien. Kein Spieler erreichte 100 %, das prozentual beste Ergebnis gelang Víctor Manuel Vehí Bach (UGA Barcelona) mit 5,5 Punkten aus 6 Partien.

## Legende
Die nachstehenden Tabellen enthalten folgende Informationen:
- Nr.: Ranglistennummer
- Titel: FIDE-Titel; GM = Großmeister, IM = Internationaler Meister, FM = FIDE-Meister, WFM = FIDE-Meister der Frauen
- Land: Verbandszugehörigkeit gemäß Elo-Liste von Juli 1998; ARM = Armenien, AUS = Australien, CUB = Kuba, ENG = England, ESP = Spanien, FRA = Frankreich, RUS = Russland
- Elo: Elo-Zahl in der Elo-Liste von Juli 1998
- G: Anzahl Gewinnpartien
- R: Anzahl Remispartien
- V: Anzahl Verlustpartien
- Pkt.: Anzahl der erreichten Punkte
- Partien: Anzahl der gespielten Partien

## CA Epic-Barcino Terrassa
| Nr. | Titel | Name                  | Land | Elo  | G | R | V | Pkt. | Partien |
| --- | ----- | --------------------- | ---- | ---- | - | - | - | ---- | ------- |
| 1   | GM    | Alexei Schirow        | ESP  | 2720 | 3 | 3 | 2 | 4,5  | 8       |
| 2   | GM    | Karen Movsesjan       | ARM  | 2525 | 3 | 2 | 3 | 4    | 8       |
| 3   | GM    | David García Ilundáin | ESP  | 2485 | 4 | 4 | 0 | 6    | 8       |
| 4   | IM    | Juan Mellado Triviño  | ESP  | 2460 | 8 | 0 | 1 | 8    | 9       |
| 5   | FM    | Alejandro Pablo Marín | ESP  | 2365 | 1 | 1 | 1 | 1,5  | 3       |

## UGA Barcelona
| Nr. | Titel | Name                    | Land | Elo  | G | R | V | Pkt. | Partien |
| --- | ----- | ----------------------- | ---- | ---- | - | - | - | ---- | ------- |
| 1   | GM    | Miguel Illescas Córdoba | ESP  | 2605 | 2 | 5 | 2 | 4,5  | 9       |
| 2   | GM    | Jordi Magem Badals      | ESP  | 2540 | 2 | 7 | 0 | 5,5  | 9       |
| 3   | IM    | Josep Oms Pallisé       | ESP  | 2440 | 4 | 3 | 1 | 5,5  | 8       |
| 4   |       | Antonio Gual Pascual    | ESP  | 2420 | 1 | 1 | 2 | 1,5  | 4       |
| 5   | IM    | Víctor Manuel Vehí Bach | ESP  | 2390 | 5 | 1 | 0 | 5,5  | 6       |

## UE Foment Martinenc Barcelona
| Nr. | Titel | Name                         | Land | Elo  | G | R | V | Pkt. | Partien |
| --- | ----- | ---------------------------- | ---- | ---- | - | - | - | ---- | ------- |
| 1   | GM    | Oleg Korneev                 | RUS  | 2600 | 3 | 4 | 2 | 5    | 9       |
| 2   | IM    | Óscar de la Riva Aguado      | ESP  | 2510 | 2 | 7 | 0 | 5,5  | 9       |
| 3   | IM    | Marc Narciso Dublan          | ESP  | 2460 | 5 | 2 | 2 | 6    | 9       |
| 4   |       | Ramón José Abril             | ESP  | 2375 | 3 | 0 | 1 | 3    | 4       |
| 5   |       | Antonio Torrecillas Martínez | ESP  | 2350 | 1 | 1 | 1 | 1,5  | 3       |
| 6   |       | Manuel Granados Gómez        | ESP  | 2310 | 0 | 0 | 1 | 0    | 1       |
| 7   |       | Alfonso Jerez Pérez          | ESP  | 2310 | 0 | 0 | 1 | 0    | 1       |

## CA Marcote Mondariz
| Nr. | Titel | Name                      | Land | Elo  | G | R | V | Pkt. | Partien |
| --- | ----- | ------------------------- | ---- | ---- | - | - | - | ---- | ------- |
| 1   | GM    | Andrei Charitonow         | RUS  | 2570 | 2 | 6 | 1 | 5    | 9       |
| 2   | GM    | Zenón Franco Ocampos      | ESP  | 2485 | 1 | 6 | 2 | 4    | 9       |
| 3   | IM    | Francisco Vallejo Pons    | ESP  | 2450 | 3 | 3 | 3 | 4,5  | 9       |
| 4   | IM    | Roberto Páramos Domínguez | ESP  | 2435 | 7 | 1 | 1 | 7,5  | 9       |

## CA La Caja de Canarias
| Nr. | Titel | Name                     | Land | Elo  | G | R | V | Pkt. | Partien |
| --- | ----- | ------------------------ | ---- | ---- | - | - | - | ---- | ------- |
| 1   | GM    | Joël Lautier             | FRA  | 2630 | 3 | 5 | 1 | 5,5  | 9       |
| 2   | IM    | Juan Mario Gómez Esteban | ESP  | 2475 | 1 | 6 | 2 | 4    | 9       |
| 3   | IM    | José García Padrón       | ESP  | 2460 | 4 | 1 | 4 | 4,5  | 9       |
| 4   | FM    | Ernesto Solana Suárez    | ESP  | 2285 | 4 | 1 | 3 | 4,5  | 8       |
| 5   |       | Luis León Varela         | ESP  |      | 0 | 0 | 1 | 0    | 1       |

## CA Endesa Ponferrada
| Nr. | Titel | Name                               | Land | Elo  | G | R | V | Pkt. | Partien |
| --- | ----- | ---------------------------------- | ---- | ---- | - | - | - | ---- | ------- |
| 1   | GM    | Alfonso Romero Holmes              | ESP  | 2485 | 3 | 1 | 5 | 3,5  | 9       |
| 2   |       | Jesús María Iruzubieta Villaluenga | ESP  | 2420 | 4 | 1 | 4 | 4,5  | 9       |
| 3   | FM    | Juan Antonio Corral Blanco         | ESP  | 2440 | 5 | 4 | 0 | 7    | 9       |
| 4   |       | A. Rodríguez                       | ESP  |      | 3 | 0 | 2 | 3    | 5       |
| 5   |       | Antonio Álvarez Carreño            | ESP  |      | 0 | 0 | 2 | 0    | 2       |

## CE Terrassa
| Nr. | Titel | Name                      | Land | Elo  | G | R | V | Pkt. | Partien |
| --- | ----- | ------------------------- | ---- | ---- | - | - | - | ---- | ------- |
| 1   | GM    | Walter Arencibia          | CUB  | 2550 | 1 | 3 | 4 | 2,5  | 8       |
| 2   | IM    | Lluís Comas Fabregó       | ESP  | 2540 | 3 | 6 | 0 | 6    | 9       |
| 3   | IM    | Juan Pomés Marcet         | ESP  | 2395 | 1 | 5 | 3 | 3,5  | 9       |
| 4   |       | Fermín González Vélez     | ESP  | 2315 | 3 | 4 | 1 | 5    | 8       |
| 5   |       | Luis Alberto Gómez Jurado | ESP  | 2365 | 0 | 1 | 1 | 0,5  | 2       |

## CE Vulcà-Speed Sound Barcelona
| Nr. | Titel | Name                     | Land | Elo  | G | R | V | Pkt. | Partien |
| --- | ----- | ------------------------ | ---- | ---- | - | - | - | ---- | ------- |
| 1   | GM    | Orestes Rodríguez Vargas | ESP  | 2460 | 5 | 2 | 2 | 6    | 9       |
| 2   | IM    | Ángel Martín González    | ESP  | 2425 | 1 | 6 | 2 | 4    | 9       |
| 3   | IM    | Antonio Medina García    | ESP  | 2370 | 2 | 1 | 5 | 2,5  | 8       |
| 4   | FM    | Jordi Ayza Ballester     | ESP  | 2290 | 0 | 1 | 7 | 0,5  | 8       |
| 5   |       | Robert Ferran Biosca     | ESP  | 2145 | 0 | 2 | 0 | 1    | 2       |

## EM El Olivar Zaragoza
| Nr. | Titel | Name                       | Land | Elo  | G | R | V | Pkt. | Partien |
| --- | ----- | -------------------------- | ---- | ---- | - | - | - | ---- | ------- |
| 1   | GM    | Ian Rogers                 | AUS  | 2605 | 2 | 6 | 1 | 5    | 9       |
| 2   | IM    | Sergio Estremera Paños     | ESP  | 2405 | 0 | 5 | 4 | 2,5  | 9       |
| 3   |       | Pere Emilio Fernández Pena | ESP  | 2285 | 1 | 1 | 1 | 1,5  | 3       |
| 4   |       | Sergio Garza Marco         | ESP  | 2255 | 2 | 1 | 6 | 2,5  | 9       |
| 5   |       | Enrique Gavín Roche        | ESP  | 2210 | 0 | 3 | 3 | 1,5  | 6       |

## CA Centro Goya Villa de Teror
| Nr. | Titel | Name                         | Land | Elo  | G | R | V | Pkt. | Partien |
| --- | ----- | ---------------------------- | ---- | ---- | - | - | - | ---- | ------- |
| 1   | GM    | Jonathan Speelman            | ENG  | 2600 | 2 | 3 | 4 | 3,5  | 9       |
| 2   | IM    | Francisco Javier Sanz Alonso | ESP  | 2440 | 1 | 5 | 3 | 3,5  | 9       |
| 3   |       | Francisco López Colón        | ESP  | 2250 | 0 | 1 | 5 | 0,5  | 6       |
| 4   |       | Luis García Caballero        | ESP  | 2200 | 0 | 3 | 4 | 1,5  | 7       |
| 5   | WFM   | Lutgarda González Pérez      | ESP  | 2205 | 1 | 1 | 3 | 1,5  | 5       |